# Tssニュース
『tssニュース』（ティーエスエスニュース）は、テレビ新広島で放送されているニュース番組である。『TSSこんやのニュース』→『TSSユアタイム クイック』→『TSS THE NEWSα Pick』への改題後についても述べる。

## 概要
長年『FNNニュース・明日の天気』→『FNNレインボー発』 → 『FNN NEWS Pick Up』の差し替えタイトルでのみ使用されていた。
広島テレビが平日の野球中継が枠内で終了していない際にスポットニュースを差し替えて中継継続を行うようになり、2016年からはTSSも追従して『こんやのニュース』の差し替えを行うようになった。
ニュース終了後には、広島県内の天気予報を伝えている。長らくBGMにアール・クルーの「Dream Come True」を使用している。
なお、1975年10月1日開局当初から『こんばんは!tss6:30』開始まで放送されていた平日夕方枠のローカルニュースは『tssローカルニュース』というタイトルだった。

## 放送時間
- 火曜・水曜：20:54 - 21:00
- 木曜：21:54 - 22:00

2015年3月30日より『TSSこんやのニュース』として、2016年10月3日より『TSSユアタイム クイック』として、2017年10月2日より『TSS THE NEWSα Pick』として、2018年4月2日より『TSSプライムニュース ナイト』、2019年4月2日より『TSSニュースナイト』として放送。フジテレビでは2018年3月を以て21時前のニュース番組は廃止となったが、TSSでは月 - 木曜20時台番組を飛び降りてローカルニュースを放送しているが（当該番組をプロ野球広島東洋カープ戦中継で後日振り替えとしたり、単発で再放送する場合は、確保できた放送枠とCM本数によりフルネットの体裁となることがある）、2022年4月改編以降は時折20時台の番組をフルネットとして、本番組を21:54 - 22:00とすることがあったが、2022年4月21日より木曜に自社制作のミニ番組『あした行きたくなる しまね新百景』が新設されたため、木曜は原則21:54 - 22:00となった（一部の週で同番組を休止してフルネットの場合あり）。また2018年3月までも広島県内で重大なニュースがあった場合などは自社制作に切り替えることがあった。
- 『FNN Live News days』（2018年3月までは『FNNスピーク』、2019年3月までは『FNNプライムニュース デイズ』）でもローカルニュースを伝えている。しかし、EPGおよびTSS公式サイト内番組表には『FNN TSS Live News days』（2018年3月までは『TSSスピーク FNN』、2019年3月までは『FNN TSSプライムニュースデイズ』）と表記されている。